# Вальтер, Альфред
Альфред Вальтер (нем. Alfred Walter; 8 мая 1929, Волари, ныне Чехия — 7 марта 2004, Брюссель) — австрийский дирижёр родом из судетских немцев.

## Биография
Окончил университет Граца (1948), после чего поступил вторым дирижёром в Равенсбургский городской театр. В 1951—1965 гг. работал в Грацской опере, неоднократно участвовал в Байройтском фестивале как ассистент Ханса Кнаппертсбуша и Карла Бёма. В 1966—1969 гг. возглавлял Дурбанский симфонический оркестр в ЮАР, затем в 1969—1970 гг. работал с Исландским симфоническим оркестром. В 1970—1985 гг. генеральмузикдиректор Мюнстера, затем в 1985—1987 гг. возглавлял Симфонический оркестр Радио и телевидения французского сообщества Бельгии. Много выступал как приглашённый дирижёр в Венской государственной опере.
Наиболее известен благодаря множеству записей музыки Иоганна Штрауса-сына (более 20 дисков). Записал также все симфонии Луи Шпора и Вильгельма Фуртвенглера, отдельные произведения Генриха Маршнера, Карла Райнеке, Макса фон Шиллингса, Готфрида фон Эйнема и др.
В 1981 г. вместе с Мюнстерским симфоническим оркестром удостоен Большой золотой медали Международного малеровского общества.